# 基亚拉蒙特-斯泰里宫

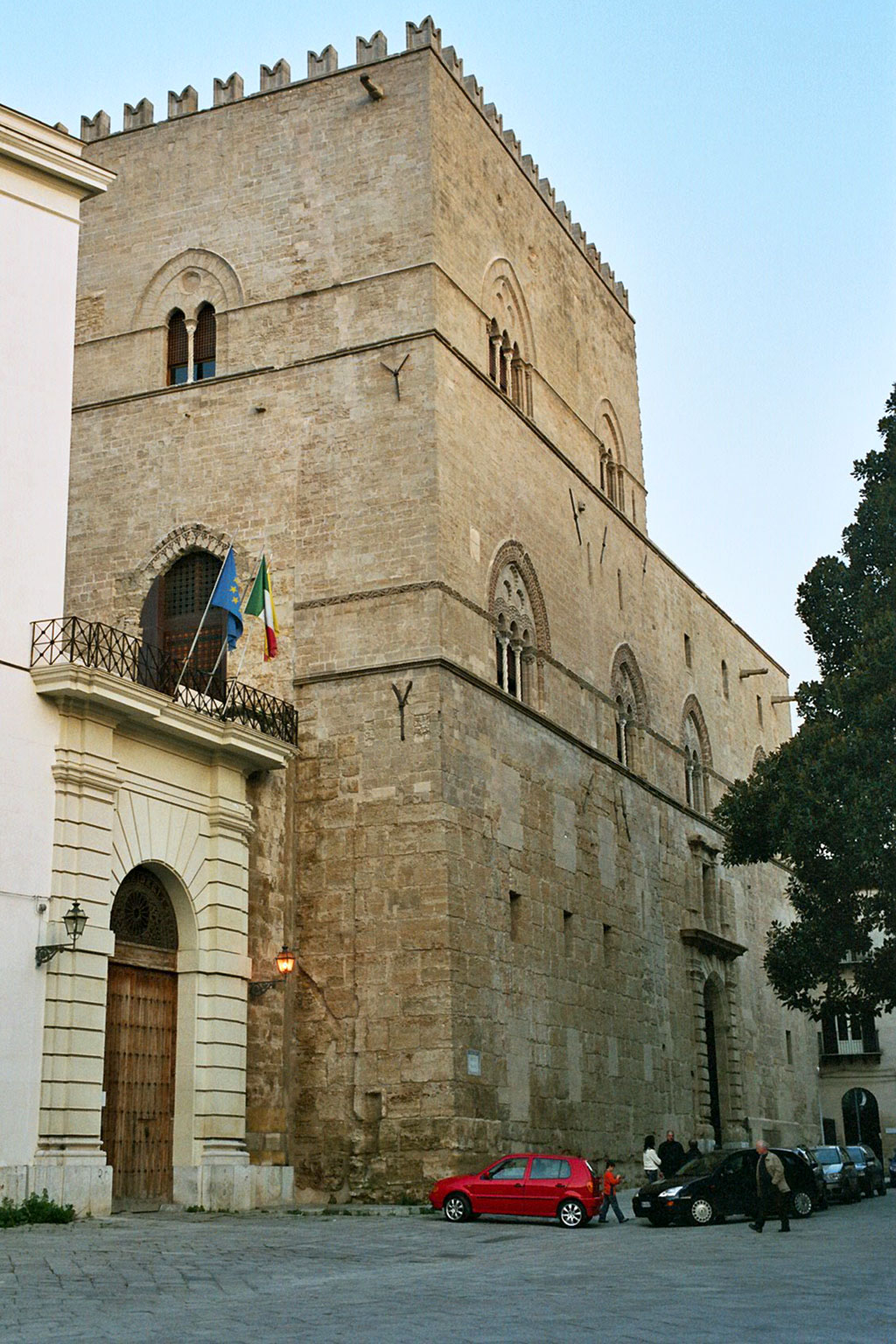
基亚拉蒙特－斯泰里宫

基亚拉蒙特－斯泰里宫（Palazzo Chiaramonte-Steri）是一座历史建筑，位于意大利南部西西里首府巴勒莫。 
该建筑始建于14世纪初，是西西里领主基亚拉蒙特的宫殿。负责装饰大厅彩绘天花板的是Cecco di Naro、Simone da Corleone 和 Pellegrino Darena。从15世纪后期到1517年，阿拉贡-西班牙总督驻此，后来改为海关。从1600年到1782年，宗教裁判所设此。
该建筑在20世纪得到修复，现在是一个博物馆。